# Jeremias Achtzenichts
Jeremias Achtzenichts war ein deutscher Spielkartenmaler.
Jeremias Achtzenichts aus Zeitz war 1609 Geselle beim Kartenmaler Conrad Jamer in Frankfurt am Main.